# CJMV-FM
CJMV-FM diffusant sous le nom de Énergie Val-d'Or est une station de radio commerciale privée québécoise du réseau Énergie située et diffusant à la fréquence 102,7 MHz avec une puissance d'antenne de 63 100 watts via un émetteur unidirectionnelle dans les secteurs de Val-d'Or et d'Amos. La station appartient à Bell Media.
CJMV-FM diffuse de la musique de format Classic Rock.

## Historique
CJMV-FM, fondée en 1987 par Communications Cuivor inc. (50 % par Yvon Larivière et Jean-Guy Veillette, et 50 % par Radiomutuel (1985) Limited.) est entrée en ondes le 17 juin 1988 dans un format dance music à la fréquence 102,7 MHz sur la bande FM et une puissance de 49 400 watts. La station fut, peu de temps après, incorporée au réseau Radio Énergie, propriété de Radiomutuel. En 1993, Radiomutuel Inc. achète les parts restantes de Cuivor.
C'est en 2000 que toutes les stations du réseau Radio Énergie sont passées de Radiomutuel à la compagnie Astral Media. En 2002, l'image et le logo du réseau sont fortement revues et la station s'affiche officiellement sous le nom de Énergie 102,7.
Les stations CJMM-FM et CJMV-FM ont célébré leur 20e anniversaire en octobre 2008 au Théâtre des Eskers d'Amos où des auditeurs, des clients ainsi que des anciens employés ont été invités.
Le 16 mars 2012, Bell Canada (BCE) annonce son intention de faire l'acquisition d'Astral Média, incluant CJMM, pour 3,38 milliards de dollars. La transaction a été refusée par le CRTC. Bell Canada a alors déposé une nouvelle demande le 4 mars 2013, qui a été approuvée le 27 juin 2013.

### Slogan
- « Énergie musicale » (1989-1992)
- « L'énergie de l'Abitibi » (En simultané avec CJMM-FM)
- « CJMV 102,7 Val-d'Or »
- « Radio Énergie » (1992-2000)
- « L'énergie qui m'allume »
- « Méchante radio » (août 2009 - décembre 2010)
- « La Radio des Hits » (2011-2015)
- « Toujours en tête » (à partir de 2015)

### Identité visuelle (logo)

Ancien logo de NRJ Val-d'Or 102,7 du 24 août 2009 au 22 août 2015.
Logo d'Énergie 102,7 depuis le 23 août 2015.

## Studios
Les studios de CJMV se trouvent maintenant au 1608 3e Avenue (dans la même bâtisse que Pizza Bella), à Val-d'Or.

## Programmation
Durant les années 1990 et début 2000, la programmation de CJMV 102,7 provenait de Val-d'Or tous les matins de la semaine, le retour à la maison, les débuts de soirée, et les après-midis de fin de semaine, alors que les avant-midis et après-midis étaient en simultané avec CJMM-FM.
La programmation complète est désormais en simultané avec Rouyn en semaine de 9 h à 11 h 30, et de 13 h à 15 h, ainsi que les fins de semaine de 11 h à 17 h.
Le reste de la programmation provient de Montréal, en réseau sur le réseau Énergie.

## Animateurs d'Énergie Val-d'Or et Rouyn
- Louis Pelletier, (Vos classiques au travail)
- Éric Morissette, (Le Boost!)
- Sarah-Maude Garceau, (Le Boost!)
- François-Olivier Dénommé, (Le Boost!)
- Roxanne Cayouette (Weekend ENERGIE)

### Ancien animateurs d'Énergie Val-d'Or et Énergie Rouyn-Noranda
- Carol-Ann Girard, (La faune)
- Louis-Charles Miron (Luigi), (La Hit Liste NRJ, La Hit liste 360, La Hit liste franco)
- Jonathan Cimon, (Week-End NRJ)
- Mélanie Goulet, (La Radio des Hits, NRJ 360)
- Andrée-Ann Brunet, (Week-End NRJ)
- Sabrina Cournoyer, (Week-End NRJ)
- Mathieu Higgins, (Top 10, Happy Hour, Top 20 Week-end)
- Rémy Bouchard, (Weekend ENERGIE)

### Anciens animateurs de CJMV
- Pascal Auger
- Stéphane Beaulac
- Anne-Marie Bercier
- Evans Bergeron
- Marc Bryson
- Patrice Cantin
- Martin Carrière
- Guy Champoux
- Danick Forcier
- Simon Forgues
- Mélanie Gagné
- Marion Gasse
- Renée Germain
- Guillaume Gingras
- Harold Gosselin
- Patrice Henrichon
- Bernard Laberge
- Max Lalonde
- Simon Landry
- Patrick Lemieux
- Richard Martin
- Guy Massé
- Frédéric Plante (journaliste, maintenant à RDS)
- Christian Robichaud
- Félix Séguin (journaliste, maintenant à RDS)
- Valérie Sirois
- Annie Tardif
- Martin Tremblay
- Louise-Edith Vignola

## Diffusion
Sa station sœur est CJMM-FM, autre station du réseau Énergie, et partage une bonne partie de sa programmation avec elle.
CJMV peut être captée d'ouest au sud-est à partir de Val-d'Or jusqu'au milieu de la Réserve faunique La Vérendrye (Le Domaine), et du nord à partir de Lebel-sur-Quévillon et Matagami, bien que les signaux soit relativement faibles, dépendant des endroits.
La radio est également disponible en streaming web via iHeartRadio, une application accessible sur les appareils Android et Apple, ou directement depuis sur le site internet d'iHeart.